# Meshgin Shahr
Meshgin Shahr (persiska: مِشگین‌شهر), eller Meshginshahr, är en stad i nordvästra Iran. Den är den tredje största staden i provinsen Ardabil och har cirka 70 000 invånare. Den är administrstivt centrum för delprovinsen (shahrestan) med samma namn, Meshgin Shahr.